# Jack Colman
Jack Colman es un autor británico. Su primera novela The Rule (La regla) ha sido lanzada al mercado el 26 de marzo de 2015 en formato electrónico.

## Vida privada
Jack Colman nació en 1987. Creció en una familia rural en el medio de North Yorkshire Moors. Su primer trabajo fue recogedor de patatas en granjas de su comunidad. Entre otras profesiones en las que se ha desempeñado se encuentran: restaurador de muebles, probador de grano, entrenador de fútbol, abogado corporativo, asociado de pruebas de programas, además de escritor. Actualmente está felizmente casado y vive con su mujer en Polonia. 

## The Rule(La Regla)
El autor ha mencionado en varias fuentes informativas que la idea para su novela se le presentó en su mente cuando asistía a una  clase en el King's College en Londres, donde el profesor hizo un comentario sobre cómo las sociedades del pasado vivían, afirmando que las mismas se podrían haber gobernado utilizando una única regla. Colman trabajó en la idea y el libro mientras estudiaba y trabajaba como abogado corporativo en Londres. A continuación, se presentó a un concurso abierto por HarperVoyager para libros de ciencia ficción y fantasía. En este proceso 15 libros fueron seleccionados de entre 5.000 entradas, entre ellos  The Rule  (La Regla).
 The Rule  (La Regla) está ambientado en un reino vikingo llamado Hellvik. El libro ha sido lanzado en formato electrónico el pasado 26 de marzo de 2015 y será lanzado al mercado en formato de libro de bolsillo en octubre de 2015.